# Древний мир

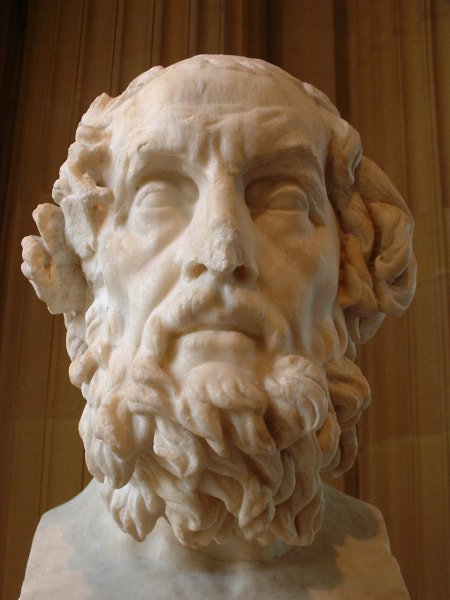
Гомер — древнегреческий поэт

Дре́вний мир — период в истории человечества, выделяемый между доисторическим периодом и началом средних веков в Европе. В других регионах временные границы древности могут отличаться от европейских. Например, концом древнего периода в Китае иногда считают появление империи Цинь, в Индии — империи Чола, а в Америке — начало европейской колонизации.
Термин «классическая древность» (или античность) обычно относится к греческой и римской истории, которая начинается от первой Олимпиады (776 до н. э.). Эта дата почти совпадает с традиционной датой основания Рима (753 до н. э.). Датой окончания европейской древней истории обычно считают год падения Западной Римской империи (476). Иногда за временную границу берут дату смерти императора Юстиниана I (565), появление ислама (622) или начало правления императора Карла Великого (800). 

## Периодизация

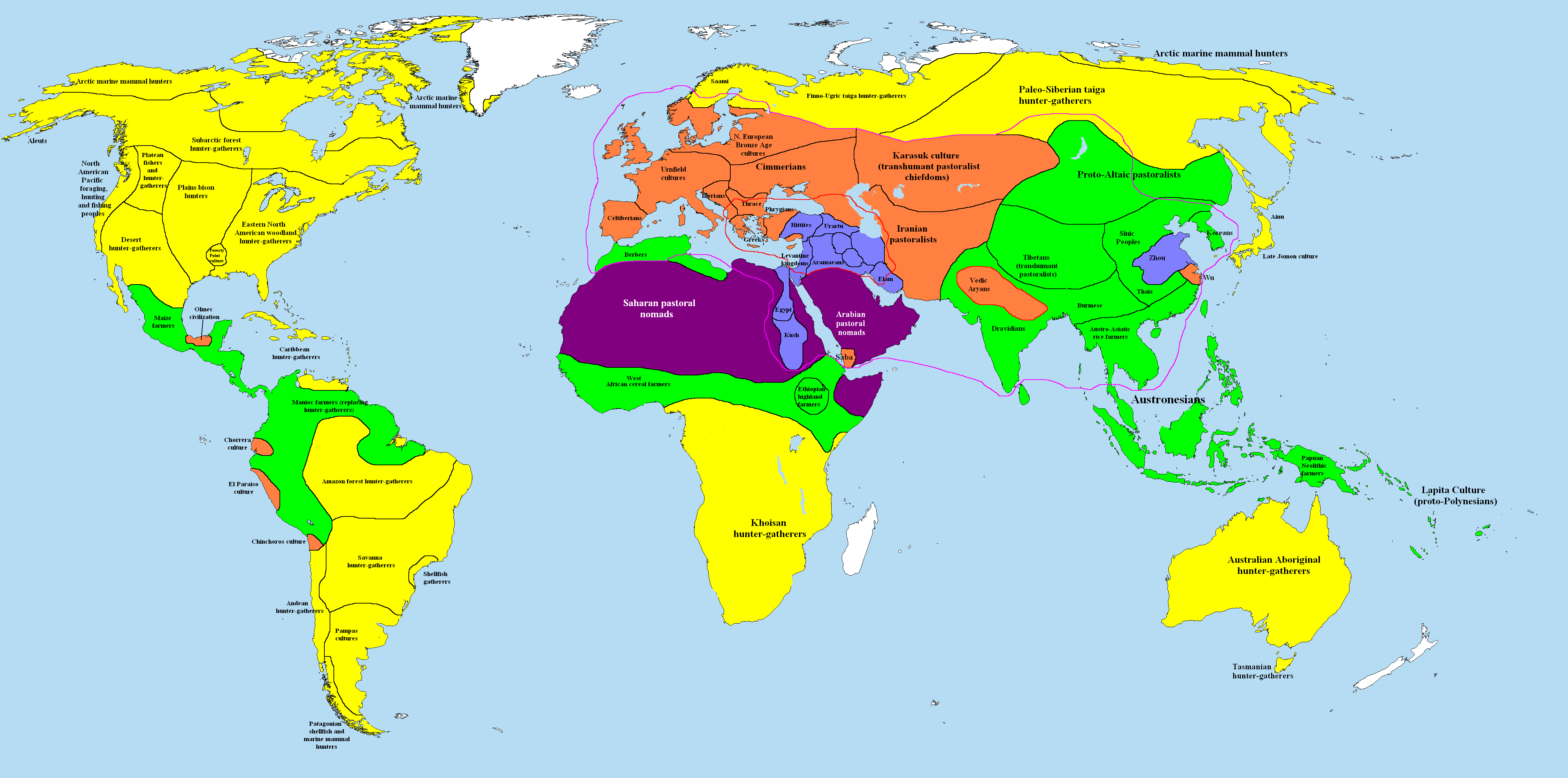
Мир 1000 лет до н.э.: охотники-собиратели (желтый), кочевники (фиолетовый), примитивное сельское хозяйство (зелёный), сложные общества на основе сельского хозяйства (оранжевый), государства (синий), необжитая территория (белый)

- Доисторический период — каменный век (палеолит, мезолит, неолит). Самыми значительными событиями этого времени были установление современного климата в мезолите, одомашнивание животных и освоение культурных растений в неолите.
- Бронзовый век. Освоение человеком металла. Сначала это была медь (медный век — халколит или энеолит), а после была изобретена бронза (сплав меди и олова). В эту эпоху создаётся письменность, появляются первые письменные памятники. Главные государства этого времени: Египет, Шумер, Аккад, Хеттское царство (Хатти), Митанни, Хайаса.

В конце 2-го тысячелетия до н. э. на Ближнем Востоке наступает кризис бронзового века, который становится переходным этапом к железному веку.
- Железный век. Освоение технологии выплавки железа, этот металл стал широко доступен и значительно расширил возможности людей. Главными государствами этого времени были Араратское-Ванское царство (Урарту), Ассирийское царство, Израильское царство, Персидская империя, Древняя Греция и Древний Рим, Великая Армения. В конце железного века происходил процесс зарождения христианства.

## Страны и народы Древнего мира

### Средиземноморье и Ближний Восток
- Адиабена
- Айраратское царство
- Аккад
- Аксумское царство
- Аласия
- Амурру
- Арахозия
- Ассирия
- Атропатена
- Бактрия
- Боспорское царство
- Британия
- Вавилония
- Великая Армения
- Вифиния
- Галатия
- Галльская империя
- Гарамантида
- Гиркания
- Государство Сасанидов
- Дакия
- Диаоха
- Даамат
- Древняя Греция
- Древний Египет
- Древняя Македония
- Древний Рим
- Забаха
- Иберия
- Иллирия
- Иудейское царство
- Израильское царство
- Ишкуза
- Кавказская Албания (Алуанк)
- Каппадокия
- Карфаген
- Катабан
- Колхида
- Коммагенское царство
- Куш (Нубия)
- Кушанское царство
- Лазика
- Лидия
- Малая Армения
- Манна
- Мидия
- Митанни
- Набатея
- Нумидия
- Осроена
- Палестина (Ханаан)
- Парфия
- Пергамское царство
- Персия
- Понт
- Сабейское царство
- Северное Израильское царство
- Селевкидская империя
- Скифия
- Согдиана
- Софена (Цопк)
- Субарту
- Тартесс
- Троя
- Урарту
- Фракия
- Финикия
- Фригия
- Халдея
- Хайаса
- Хеттское царство
- Химьяр
- Хорезм
- Шумер
- Эбла
- Элам
- Эпирское царство
- Этрурия
- Ямхад

### Южная и Восточная Азия
- Ванланг
- Давань
- Древняя Индия
- Древний Китай
- Ранние корейские государства (Когурё, Пэкче, Силла)
- Кочосон
- Кушанское царство
- Намвьет
- Хараппская цивилизация
- Чола
- Ямато

### Америка
- Ацтеки
- Инки
- Майя
- Мочика
- Наска
- Норте-Чико
- Ольмеки
- Паракас
- Сапотеки
- Теотиуакан
- Тиуанако
- Тольтеки
- Уари
- Чавин
- Чибча-муиски
- Чиму

### Народы Древнего мира

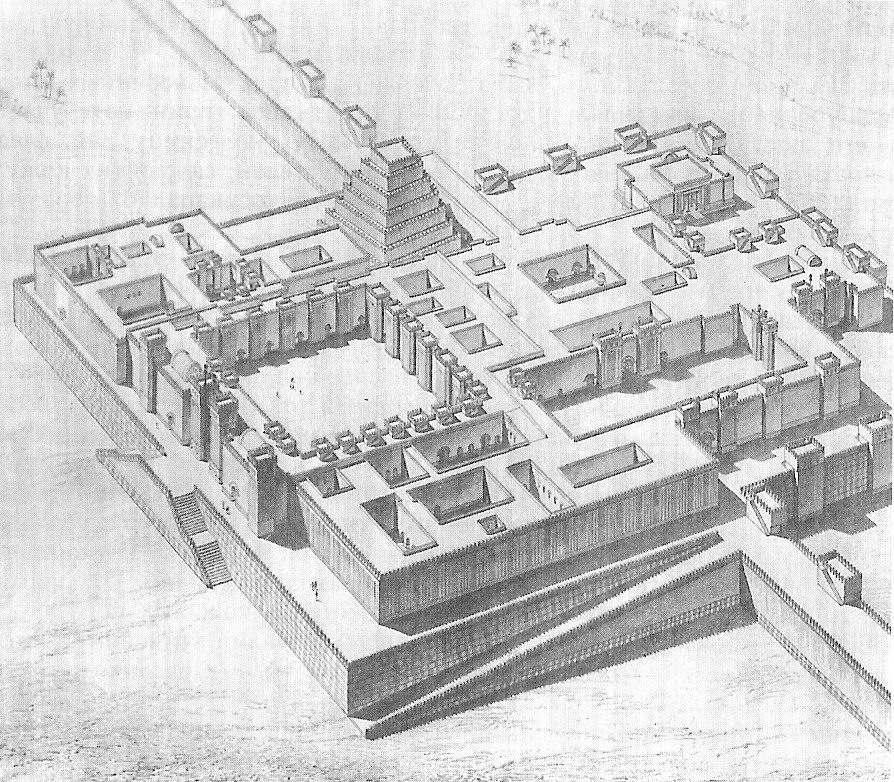
Дворец Саргона II в Дур-Шаррукине (реконструкция)

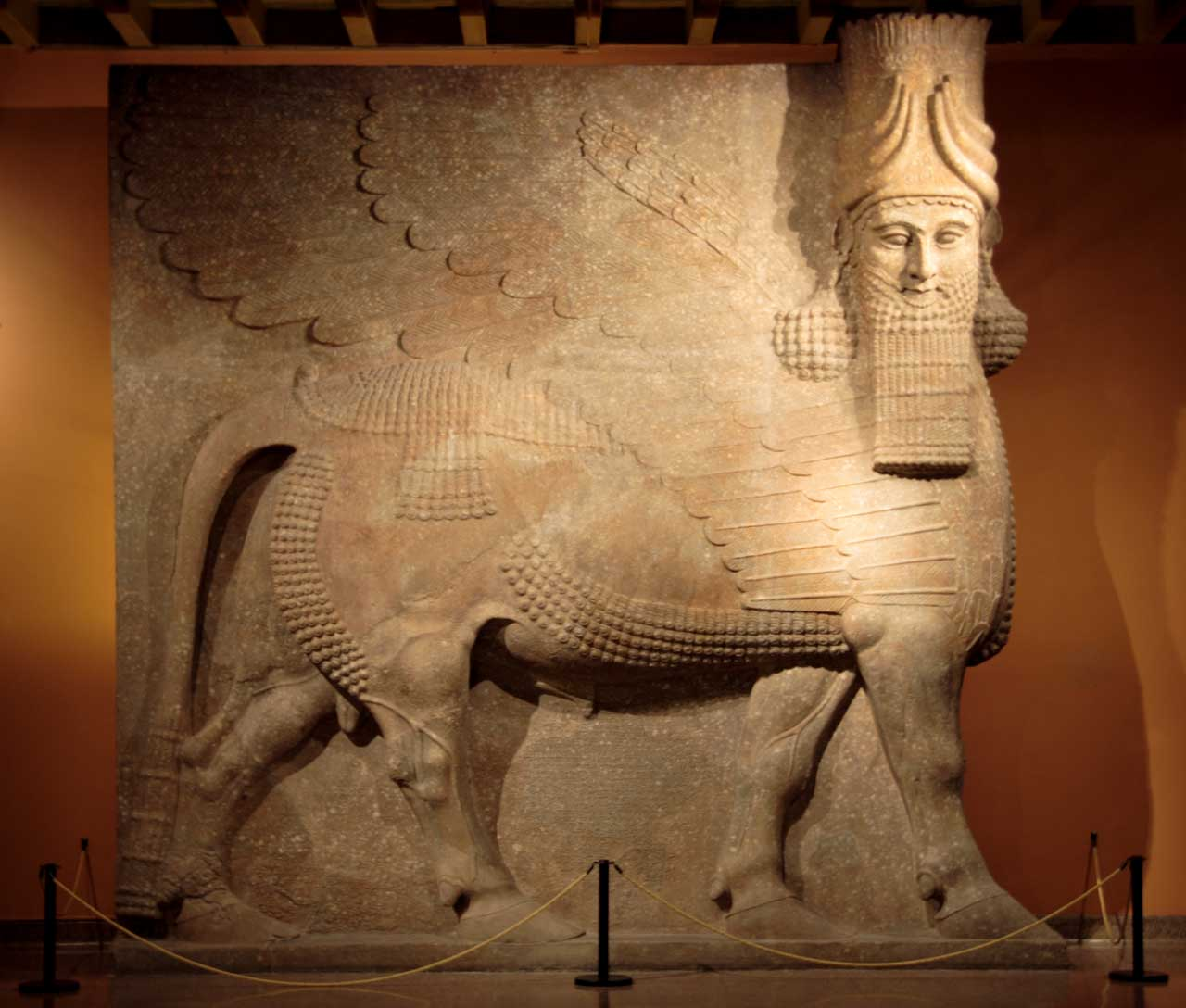
Крылатый человекобык из Дур-Шаррукина — «шеду». Восточный институт Чикагского университета

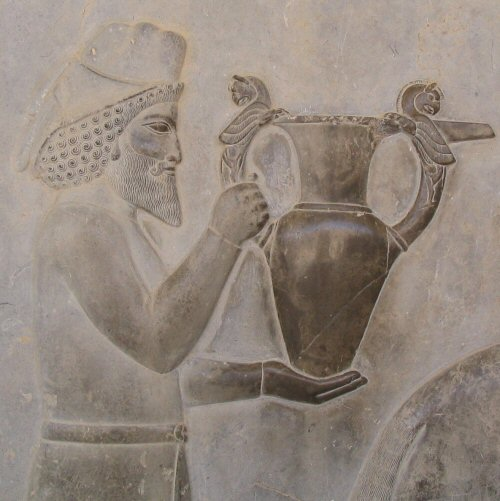
Армянин несёт дань персидскому царю. Рельеф из Персеполя, VI—V вв. до н. э.

- Аккадцы
- Амалекитяне
- Амореи
- Арабы
- Арамеи
- Армяне
- Ассирийцы
- Бактрийцы
- Галлы
- Гараманты
- Германцы
- Гиксосы
- Греки
- Иверы (Грузины)
- Гунны
- Даки
- Евреи
- Египтяне
- Енисейские кыргызы
- Иллирийцы
- Индийцы
- Кавказские албаны
- Каски
- Кельты
- Киммерийцы
- Китайцы
- Кушаны
- Латины
- Лидийцы (Меоны)
- Македоняне
- Массагеты
- Мидийцы
- Набатеи
- Народы моря
- Парфяне
- Персы
- Пикты
- Римляне
- Сарматы
- Саки
- Скифы
- Согдийцы
- Сяньби
- Тохары
- Усуни
- Финикийцы
- Фракийцы
- Фригийцы
- Халдеи
- Халибы
- Хананеи
- Хатты (Анатолия)
- Хетты
- Хорезмийцы
- Хунну
- Хурриты
- Шумеры
- Эфиопы
- Эламиты
- Этруски
- Эфталиты

### Прочее
- Фатьяновская культура
- Среднеднепровская культура
- Археологическая культура
- Предыстория России
- Список археологических культур России
- Индоевропейцы

## Войны древнего мира

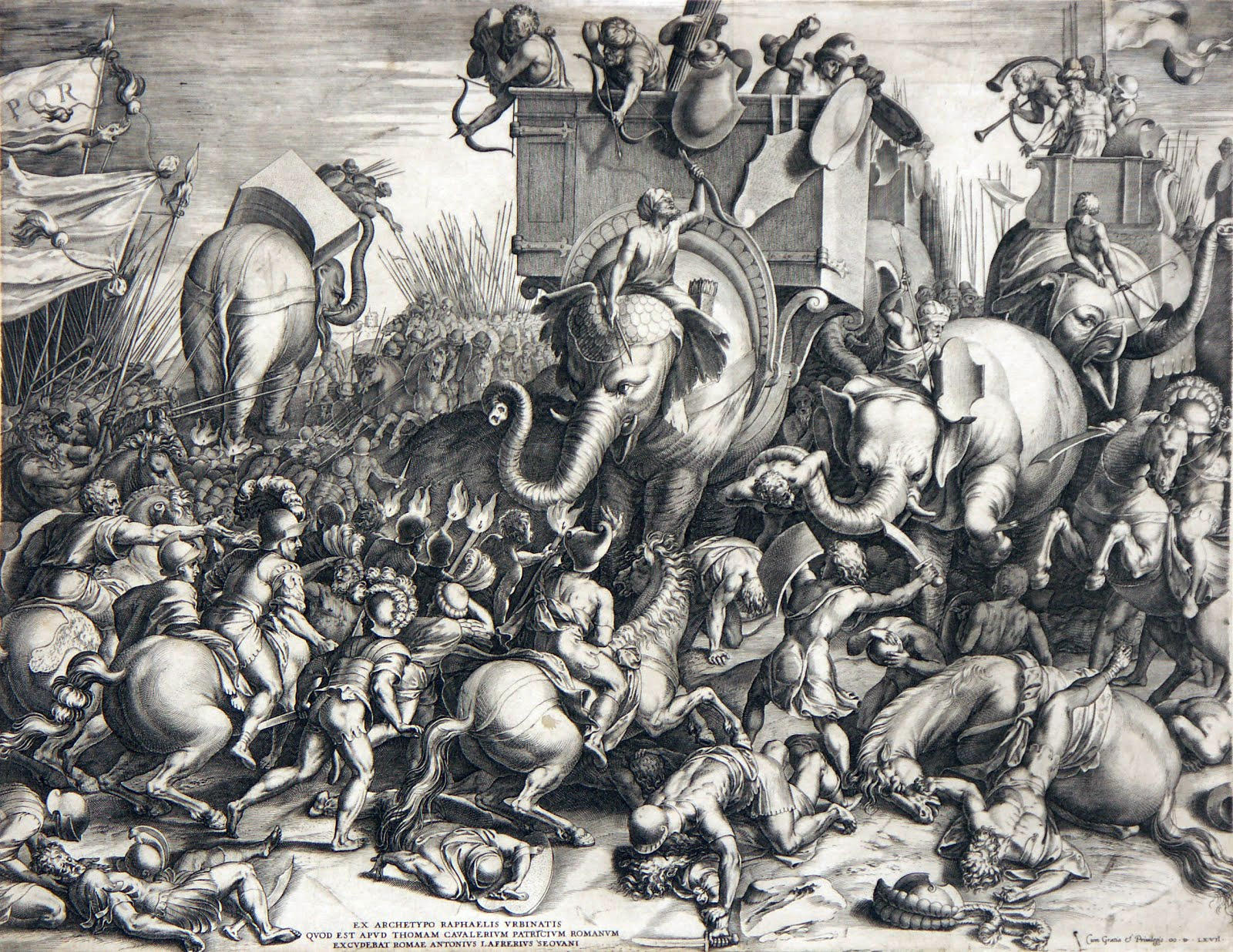
Картина «Битва при Заме», 202 год до н. э., написанная Корнелисом Кортом (1567)

- Захватнические походы древних государств с целью порабощения племён, находившихся на более низкой стадии общественного развития, сбора дани и захвата рабов (например, Галльская война, Маркоманская война и др.);
- Межгосударственные войны с целью захвата территорий и ограбления завоёванных стран (например, Пунические войны, Греко-персидские войны);
- Гражданские войны между различными группировками аристократии (например, войны диадохов за раздел империи Александра Македонского в 321—276 до н. э.);
- восстания рабов (например, восстание рабов в Риме под руководством Спартака);
- народные восстания крестьян и ремесленников (восстание «Краснобровых» в Западной Хани).